# Petr Štěpán

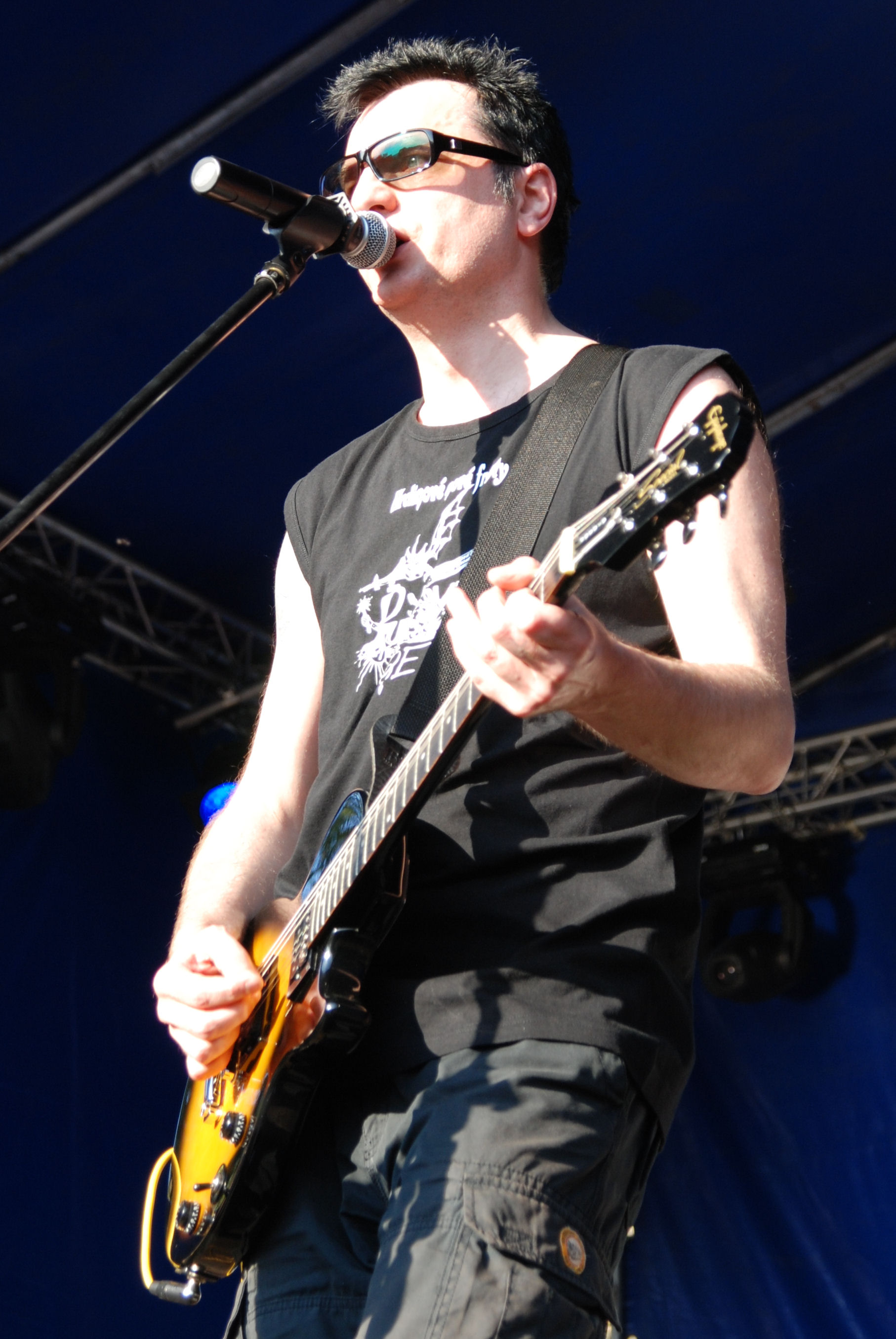
Petr Štěpán podczas Castle Party w 2008 roku

Petr Štěpán (ur. 1962) – czeski wokalista, lider gothicrockowego zespołu XIII. století, wcześniej lider punkrockowego zespołu Hrdinové nové fronty, który tworzył wraz z bratem. Jest także autorem kilku książek, m.in. Kniha Nosferatu traktującej o okultyzmie i wampiryzmie oraz Hrdinové nové fronty, pozycji biograficznej mówiącej o historii zespołu. 
Prócz działalności muzycznej w zespole artysta tworzył też muzykę do widowisk teatralnych i bajek. W roku 2013 wydał trójpłytowy solowy album Horizont událostí zawierający prócz utworów znanych z XIII Stoleti, również własną muzykę tworzoną do spektakli.